# 奇怪的數學家
《奇怪的數學家》（：／），是一部2022年上映的韓國劇情片，由朴東勳執導，崔岷植、金東輝、朴秉恩、朴海俊和趙尹瑞主演，2022年3月9日在韓國上映。

## 劇情
該片講述渴望學問自由的脫北天才數學家李學成（崔岷植飾）。他隱瞞了自己的身份和故事，在聚集了前1%菁英的私立高中擔任保安。李學成冷漠的態度和表情是學生們回避的對象1號，有一天遇到了放棄數學的高中生韓智宇（金東輝飾）。對於在只尋找正確答案的世界裡彷徨的韓智宇，李學成教導了他如何找到正確的解答過程。而自己也將迎來意想不到的人生轉捩點。

## 演員陣容

### 主要角色
- 崔岷植 飾演 李學成，北韓天才數學家。
- 金東輝 飾演 韓智宇，成績倒數的高中生。

### 李學成周邊人物
- 朴海俊 飾演 安基哲，廢舊物品回收商人。
- 湯峻相 飾演 李太延，李學成的兒子。[4]

### 韓智宇周邊人物
- 朴秉恩 飾演 金根浩，高中數學老師，智宇的班主任。
- 趙尹瑞 飾演 朴寶藍，智宇的同班同學。
- 姜末今 飾演 智宇的母親
- 金昭淑 飾演 學校校長
- 崔在燮（朝鲜语：최재섭） 飾演 韓服老師
- 朱藝琳（朝鲜语：주예린） 飾演 語文老師
- 李柱漢 飾演 倫理老師
- 申宰輝 飾演 轉校的學生，智宇的朋友。
- 金泰勳 飾演 眼鏡
- 李勇斌 飾演 胖子

### 其他角色
- 金姬貞 飾演 寶藍的母親
- 鄭勝吉（朝鲜语：정승길） 飾演 國情院幹部
- 姜俊奎 飾演 義俊
- 劉慧琳 飾演 寶藍的朋友
- 柳智勳 飾演 國情院探員
- 李漢鐘 飾演 國情院探員
- 崔在勳 飾演 國情院調查官
- 車英珠 飾演 書店職員
- 金蘭姬 飾演 汗蒸房職員
- 申美英 飾演 傳道士

### 特別出演
- 朱鎮模 飾演 吳教授，南韓數學家。
- 金元海 飾演 朴必珠

## 获奖与提名
| 年份   | 頒獎禮                     | 獎項                      | 入圍者           | 結果 | 備註  |
| ------ | -------------------------- | ------------------------- | ---------------- | ---- | ----- |
| 2022年 | 第58屆百想藝術大獎         | 電影部門 最佳導演         | 朴東勳           | 提名 | [ 5 ] |
| 2022年 | 第58屆百想藝術大獎         | 電影部門 男子新人演技獎   | 金東輝           | 提名 | [ 5 ] |
| 2022年 | 第58屆百想藝術大獎         | 電影部門 男子最優秀演技獎 | 崔岷植           | 提名 | [ 5 ] |
| 2022年 | 第58屆百想藝術大獎         | 電影部門 最佳劇本         | 李容宰           | 提名 | [ 5 ] |
| 2022年 | 第27屆春史國際電影節       | 最佳新人男演員            | 金東輝           | 獲獎 | [ 6 ] |
| 2022年 | 第31屆釜日電影獎           | 最佳新人男演員            | 金東輝           | 提名 |       |
| 2022年 | 第42屆韩国电影评论家协会奖 | 年度十佳電影              | 《奇怪的數學家》 | 獲獎 |       |
| 2022年 | 第43届青龙电影奖           | 最佳新人男演員            | 金東輝           | 獲獎 |       |
| 2022年 | 第58屆大鐘獎               | 最佳新人男演員            | 金東輝           | 提名 |       |
| 2022年 | 第58屆大鐘獎               | 最佳新人女演員            | 趙尹瑞           | 提名 |       |
| 2022年 | 第58屆大鐘獎               | New Wave獎                | 趙尹瑞           | 獲獎 |       |
| 2022年 | 第23屆釜山電影評論家協會獎 | 最佳新人男演員            | 金東輝           | 獲獎 |       |
| 2023年 | 第21届韩国导演选择奖       | 電影部門 最佳新人男演員   | 金東輝           | 提名 | [ 7 ] |

## 電影節
- 第7屆忠武路電影節-導演雙週
- 第10屆韓國僑民電影節
- 第10屆首爾國際兒童電影節

## 外部鏈接
- NAVER上《奇怪的數學家》的資料
- Daum上《奇怪的數學家》的資料

- 韩国电影数据库（KMDb）上《奇怪的數學家》的資料
- 互联网电影数据库（IMDb）上《奇怪的數學家》的资料（英文）
- 開眼電影網上《奇怪的數學家》的資料（繁體中文）
- Yahoo奇摩電影上《奇怪的數學家》的資料（繁體中文）